# Pedro Carneiro
Pedro Carneiro de Morais e Silva, ou simplesmente Pedro Carneiro, (Caxias, 16 de março de 1902 – Brasília, 5 de abril de 1972) foi um empresário e político brasileiro, outrora senador e deputado federal pelo Pará.

## Dados biográficos
Filho de Sebastião Vilhena de Morais e Silva e Maria Idalina de Morais Carneiro. Eleito vereador em Tocantinópolis em 1935, dedicou-se somente às suas atividades empresariais por conta da instauração do Estado Novo.  Posteriormente filiado ao PSD, figurou como quarto suplente de deputado estadual em 1950 e foi prefeito de Marabá durante cinco anos a partir de 1953. Eleito deputado estadual em 1958, ingressou no PSP e foi eleito suplente do senador Cattete Pinheiro em 1962, sendo que Pedro Carneiro exerceu o mandato em algumas oportunidades. Integrado à ARENA quando o Regime Militar de 1964 outorgou o bipartidarismo conforme os termos do Ato Institucional Número Dois, elegeu-se deputado federal em 1970, mas faleceu no curso do mandato vítima de infarto.
Pai dos também políticos Armando Carneiro e Oziel Carneiro, o primeiro dos quais antecedeu ao pai como deputado federal e o outro foi senador pelo Pará durante o Governo Collor, quando Jarbas Passarinho foi ministro da Justiça.